# Józef Kiszka
Józef Roman Kiszka (ur. 18 listopada 1952 w Janowie Lubelskim) – polski polityk i biznesmen, poseł na Sejm PRL IX kadencji.

## Życiorys
W 1976 ukończył ekonomikę przemysłu na Wydziale Ekonomicznym Uniwersytetu Marii Curie-Skłodowskiej w Lublinie. Był I sekretarzem Podstawowej Organizacji Partyjnej Polskiej Zjednoczonej Partii Robotniczej. Zasiadał w radzie pracowniczej Kombinatu Przemysłowego Huta Stalowa Wola. Zasiadał w radzie miejsko-gminnej Patriotycznego Ruchu Odrodzenia Narodowego. W latach 1985–1989 był posłem na Sejm PRL IX kadencji. W 1998 ukończył studia podyplomowe na Wydziale Zarządzania Politechniki Lubelskiej. W 2001 uzyskał tytuł MBA w Lubelskiej Szkole Biznesu.
W latach 1979–1994 pracował w Fabryce Maszyn w Janowie Lubelskim, w tym od 1990 jako zastępca dyrektora ds. ekonomiczno-handlowych. W latach 1994–1998 pełnił funkcję wiceprezesa zarządu ds. finansowych Zakładów Dziewiarskich Mewa SA w Biłgoraju, największego polskiego producenta bielizny nocnej. Od 1998 do 2011 był prezesem zarządu. Jest członkiem Rady Fundacji Fundusz Lokalny Ziemi Biłgorajskiej oraz członkiem Stowarzyszenia Absolwentów UMCS w Lublinie.